# Jonathan Schmid
Jonathan Schmid, född 22 juni 1990, är en fransk fotbollsspelare som spelar för Progrès Niederkorn. Hans bror, Anthony Schmid, är också en fotbollsspelare.

## Karriär

### Tidiga år
Schmid började spela fotboll i Strasbourg som fyraåring. Som 16-åring lämnade han under 2006 sin moderklubb för SC Schiltigheim. Ett år senare gick Schmid till CS Mars 1905 Bischheim, där han stannade i sex månader. Under vinteruppehållet säsongen 2007/2008 flyttade Schmid till tyska Offenburger FV. Sommaren 2008 flyttade han vidare till SC Freiburg.

### SC Freiburg
Inför säsongen 2009/2010 blev Schmid uppflyttad i Freiburgs reservlag. Den 15 augusti 2009 debuterade Schmid i en 4–0-vinst över Karlsruher SC II i Regionalliga, där han blev inbytt i den 65:e minuten. Schmid var dock inte ordinarie i startelvan och på sina 18 matcher under säsongen, var endast sju som startspelare. Under följande säsong blev det desto mer speltid för Schmid som gjorde åtta mål på totalt 31 ligamatcher för reservlaget. Schmid gjorde dessutom sin Bundesliga-debut den 22 januari 2011 i en 1–1-match mot 1. FC Nürnberg, där han blev inbytt i den 68:e minuten mot Johannes Flum. Några veckor därefter skrev han även på sitt första professionella kontrakt med Freiburg.
Under början av säsongen 2011/2012 fortsatte Schmid spela i reservlaget. Den 19 november 2011 spelade han sin andra match för A-laget i Bundesliga mot Hertha Berlin, och lyckades därefter etablera sig i startelvan. Den 5 februari 2012 gjorde Schmid sitt första Bundesliga-mål i en 2–2-match mot Werder Bremen. Han spelade totalt 22 ligamatcher för A-laget under säsongen. Säsongen 2012/2013 blev lyckad för Schmid som gjorde 11 mål på 33 ligamatcher. I september 2013 förlängde han sitt kontrakt med Freiburg. Säsongen 2014/2015 spelade Schmid 33 ligamatcher för Freiburg som dock blev nedflyttade till 2. Bundesliga. Han gjorde fyra mål och 11 assist under säsongen och var alltså delaktig i 15 av Freiburgs 36 mål under säsongen.

### 1899 Hoffenheim och FC Augsburg
Efter att Freiburg blivit nedflyttade gick Schmid inför säsongen 2015/2016 till 1899 Hoffenheim. Han skrev på ett fyraårskontrakt och i samband med övergången gick Vincenzo Grifo i motsatt riktning. I augusti 2016 värvades Schmid av FC Augsburg, där han också skrev på ett fyraårskontrakt.

### Återkomst i SC Freiburg
Inför säsongen 2019/2020 återvände Schmid till SC Freiburg.

### Senare karriär
I september 2023 gick Schmid till österrikiska Austria Lustenau, där han förenades med sin bror Anthony. I januari 2024 gick Schmid till luxemburgska Progrès Niederkorn.